# Chen Yifaer
Chen Yifaer (chinois simplifié : 陈一发儿 ; chinois traditionnel : 陳一發兒 ; pinyin : chén yīfār), dans la municipalité de Chongqing, est une chanteuse, streameuse et célébrité d'Internet chinoise. Elle commence sa carrière sur Douyu (zh). Douyu coupe ses directs en juillet 2018 à la suite d'une controverse au sujet du Massacre de Nankin lorsqu'elle évoque dans un direct un monument à la mémoire des Japonais qui ont perpétrés ce massacre.
Elle a également eu un certain succès lors de sa présentation et commentaires de la Coupe du monde de football 2018 lors d'émissions organisées par Youku.